# Gemini Division
Gemini Division é a primeira de oito séries desenvolvidas pela Electric Farm Entertainment para a Internet. Escrita por Brent Friedman, e realizada por Stan Rogow, a protagonista é a actriz Rosario Dawson. Os 3 produtores (Friedman, Rogow, e Jeff Sagansky) têm procurado um distribuidor para a exibição na Internet e o MySpace e a NBC Universal (NBC.com) foram alguns dos procurados.
Desde Outubro de 2010, a página oficial da série refere que a segunda temporada está quase a chegar.
A partir de 2 de Janeiro de 2012, o Canal MOV começou a transmitir a série.